# Dubkí (Kirjatx)
|  | Per a altres significats, vegeu «Dubkí». |

Dubkí (en rus: Дубки) és un poble de l'óblast de Vladímir, a Rússia, segons el cens del 2010 tenia 67 habitants. Pertany al districte de Kirjatx.